# حسينيون

الحسينيون أو حسينيون هم فرع من العلويين الذين ينحدرون من نسل الحسين بن علي، حفيد النبي محمد. وهم يشكلون، إلى جانب الحسنيين، الفرعين الرئيسيين من الأشراف.

## السلالات
- السلالات المختلفة لأئمة الشيعة هم إلى حد كبير حسينيون، ينحدرون من أبوي الحسين بن علي، الإمام الثالث. وهذا ينطبق على أئمة الشيعة الاثني عشرية، والزيدية، ومختلف خطوط الأئمة الإسماعيليين
- السلالة الفاطمية الإسماعيلية والآغاخانات اللاحقون
- سلالة زيدية، تنحدر من الحسن الأطرش، حكمت طبرستان بشكل متقطع في أوائل القرن العاشر
- منصب شرافة المدينة المنورة كان في يد الحسينيين بنو مهنا
- القواسم من الشارقة ورأس الخيمة، الإمارات العربية المتحدة
- جمل الليل من برليس، ماليزيا
- بندهارا من فهغ وترغكالو، ماليزيا
- تيمينغونغ من جوهور، ماليزيا
- قبيلة إسحاق من أرض الصومال وجيبوتي وإثيوبيا واليمن
- الموسويُّون في الخليج العربي وإيران.